# اکراس کاکلی
اکراس کاکلی تا ۷۸٫۵ سانتی‌متر طول دارد. سر آن تا اندازه‌ای برهنه است گاهی پوست چهره‌اش قرمز است و کاکلی سفیدرنگ روی گردن دارد. این گونه یکی از گونه‌هایی است که در خطر انقراض قرار دارد.